# Gara
Gara je obec v Maďarsku v župě Bács-Kiskun v okrese Baja.

## Poloha
Gara leží na jihu Maďarska u potoka Igali-Főcsatorna. Baja je vzdálena asi 18 km. Sousedními obcemi jsou Vaskút na severu, Bácsborsód na severovýchodě, Bácsszentgyörgy na jihu, Dávod na jihozápadě a Csátalja na západě. Nejbližší osada na jihovýchodě je Regőce, která je již součástí Srbska.

## Osobnosti
- Kornél Szenteky (* 1893) – spisovatel, básník a překladatel
- Antal Kricskovics (* 1929) – tanečník a choreograf
- Antal Dunai (* 1943) – fotbalista
- Miklós Páncsics (* 1944) – fotbalista